# Серест (Буш-дю-Рон)
Серест (фр. Ceyreste) — коммуна на юго-востоке Франции в регионе Прованс — Альпы — Лазурный Берег, департамент Буш-дю-Рон, округ Марсель, кантон Ла-Сьота.
Площадь коммуны — 22,61 км², население — 4076 человек (2006) с тенденцией к росту: 4178 человек (2012), плотность населения — 184,8 чел/км².

## Население
Население коммуны в 2011 году составляло 4183 человека, а в 2012 году — 4178 человек.
| 1962 | 1968 | 1975 | 1982 | 1990 | 1999 | 2005 | 2006 | 2010 | 2011 | 2012 |
| ---- | ---- | ---- | ---- | ---- | ---- | ---- | ---- | ---- | ---- | ---- |
| 1298 | 1581 | 2037 | 2544 | 3004 | 3634 | 4034 | 4076 | 4112 | 4183 | 4178 |

Динамика населения:

## Экономика
В 2010 году из 2637 человек трудоспособного возраста (от 15 до 64 лет) 1845 были экономически активными, 792 — неактивными (показатель активности 70,0%, в 1999 году — 68,3%). Из 1845 активных трудоспособных жителей работали 1650 человек (855 мужчин и 795 женщин), 195 числились безработными (109 мужчин и 86 женщин). Среди 792 трудоспособных неактивных граждан 235 были учениками либо студентами, 317 — пенсионерами, а ещё 240 — были неактивны в силу других причин.
На протяжении 2010 года в коммуне числилось 1791 облагаемое налогом домохозяйство, в котором проживало 4041,0 человек. При этом медиана доходов составила 23 тысячи 706 евро на одного налогоплательщика.